# Stéphane Demets
Stéphane Demets (26 december 1976) is Belgisch voetbalcoach en voormalig voetballer. Als speler was hij een centrale verdediger. 

## Trainerscarrière
Van 2019 tot 2022 was Demets hoofdcoach bij KSK Heist. Toen het seizoen 2019/20 in maart 2020 vroegtijdig werd stopgezet vanwege de coronapandemie, stond Heist vierde in Eerste klasse amateurs.
In mei 2022 werd hij de nieuwe trainer van Rupel Boom FC. De club maakte een rampzalige start in Eerste nationale: na vijf speeldagen stond de club alleen laatste met 0 op 15. De club speelde daarna gelijk tegen Patro Eisden Maasmechelen en Hoogstraten VV, waardoor de kloof met de voorlaatste plaats een punt kleiner was geworden. De drie daaropvolgende competitiewedstrijden verloor Rupel Boom evenwel opnieuw. Op de tiende speeldag boekte Rupel Boom zijn eerste competitiezege van het seizoen tegen Dessel Sport. Het zou de enige zege van Demets als trainer van Rupel Boom blijven, want na de 1-0-nederlaag tegen Knokke FC een week later zette de club hem op de keien. Zijn voormalige assistenten Pascal Pilotte en Kévin Nicaise slaagden er vervolgens niet in om Rupel Boom dat seizoen voor de degradatie te behoeden.
Begin februari 2023 nam Demets tot het einde van het seizoen over bij Olympia Wijgmaal, dat trainer Mario Nobels na een mindere periode had opzijgeschoven. Op 18 maart 2023 boekte Olympia Wijgmaal tegen degradatieconcurrent KEWS Schoonbeek-Beverst zijn eerste competitiezege onder Demets. Demets slaagde er uiteindelijk niet in om de club in de Derde afdeling te houden. Begin mei 2023 stelde Olympia Wijgmaal, dat voor het tweede seizoen op rij degradeerde, Peter Everaerts aan als opvolger van Demets.
In oktober 2023 ging hij aan de slag bij Koninklijke Hoger Op Wolvertem Merchtem. Daar werd hij de opvolger van de ontslagen Peter Claessens, die met 2 op 21 aan het seizoen was begonnen, met een laatste plaats in de Derde afdeling VV A als gevolg.